# 産土神
産土神（うぶすながみ、うぶしなのかみ、うぶのかみ）は、神道の日本の神の区分のひとつで、その者が生まれた土地の守護神を指す。単に産土ともいう。氏神や鎮守神と同一視されることが多い。
その者を生まれる前から死んだ後まで守護する神とされており、他所に移住しても一生を通じ守護してくれると信じられている。産土神への信仰を産土信仰という。

## 語源
「ウブスナ」の表記は、産土のほかに本居、産生、生土、産須那などがあり、その者の生まれた土地を意味する。その語源には複数の説がある：
1. 「産砂」の意で、梅宮大社の砂を出産の御守とすることによる説[2]。
2. 「産住場（ウブスニハ）」の転訛であり、産まれ住む場所とする説[2][3]。
3. 「産為根（ウブスネ）」の転訛であり、全ての産を司る根本の神であるとする説[2]。
4. 出産を意味する動詞「ウブス」に、土地を表す「ナ」[注 2]が付加されたものとする説[3][4]。

「産土神」の表記の初出は室町時代の『塵添壒嚢鈔』であるが、すでに平安期の『延喜式』に尾張国宇夫須那神社、『三代実録』に宇夫志那神（現称宇夫階神社）、『今昔物語集』には「産神」の語がそれぞれ見える。
産土神を祀る神社を産土社や産社、産宮と呼び、その崇敬者を産子（ウブコ）と称するが、後世に氏神と混同され氏子とも呼ばれる。

## 信仰
氏神と氏子の関係が血縁を基に成立するのに対し、産土神は地縁による信仰意識に基づく。従ってその意識が強く表れるのは都市である。例えば京都では同族集団の結束が弱まり、地縁による共同体意識が形成されると共に、中世には稲荷神社、御霊神社、賀茂神社、北野神社などの有力な神社を中心に産土神を基にした産子区域の観念が発達した。そして産土詣での語が一般に使われるようになり、生まれた子の初宮参りをはじめ、成年式、七五三等に産土詣でをする風習が盛んになった。また、江戸では日枝山王が徳川氏の産土神とされ、その祭礼は盛大を極めた。
産土神は安産の神である産神とも関連がある。後世に全国的に同族神としての氏神信仰が衰え、あらたに起こった産土神の信仰に吸収されていく傾向が多くみられる。近代では氏子制度が整備されたために氏神・氏子が一般的となり、現代では産土神と氏神は混同され、同一視されることが多い。